# Паоло делла Стелла
Паоло делла Стелла, Пьетро Паоло ди Франческо Стелла (итал. Paolo (Francesco) della Stella, Pietro Paolo di Francesco Stella; между 1495 и 1500, Мелиде, Лугано — между 5 и 21 октября 1552, Прага) — итальянский архитектор и скульптор.

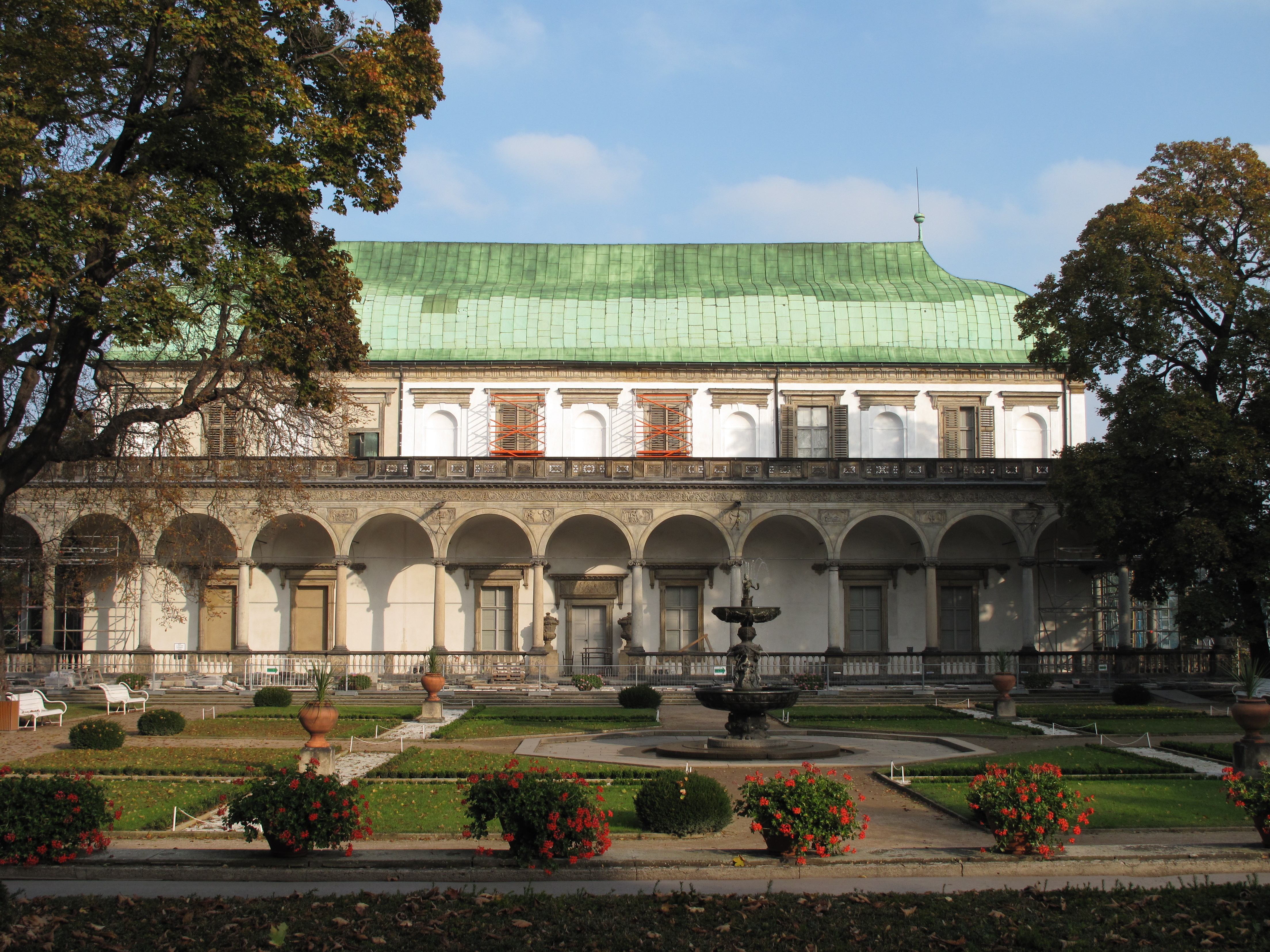
Бельведер в Праге. 1538—1563

Паоло Стелла родился между 1495 и 1500 годами в семье, которая поселилась в Мелиде, на берегу озера Лугано, в кантоне Тичино в Швейцарии (в то время провинция Милан). Жители этой провинции славились умелыми каменщиками, строителями и архитекторами. Имя Паоло делла Стелла зарегистрировано в Падуе в 1529 году и в Генуе в период с 1531 по 1537 год. Его брат Джованни Доменико, отмечен в документах в качестве каменщика вместе с Паоло на работах в пражском Бельведере в 1540, 1548 и 1550 годах.
Вызванный к королевскому двору Праги Фердинандом I Габсбургским, Паоло делла Стелла работал в Чехии с 1538 года, постепенно расширяя сферу своей деятельности от мастера скульптурного декора до организации строительных работ. Именно Паоло считается главным творцом выдающегося памятника архитектуры: Бельведера, или Летнего дворца королевы Анны на Пражском Граде (1538—1563), известного как «самый красивый дворец эпохи Возрождения за пределами Италии». Предполагается, что делла Стелла до отъезда работал в Венеции и Генуе, где, возможно, и создал модель будущего пражского дворца либо использовал какой-то образец. Он также является автором скульптур и барельефов на постаментах колонн фасада пражского Бельведера, завершённых в 1552 году. Паоло делла Стелла работал и в других королевских замках Богемии.